# 懷爾德羅斯鎮區 (北達科他州伯利縣)
懷爾德羅斯鎮區（英語：Wild Rose Township）是位於美國北達科他州伯利縣的一個鎮區。

## 地方資料
懷爾德羅斯鎮區的面積為93.27平方千米，當中陸地面積為82.15平方千米，而水域面積為11.12平方千米。根據2010年美國人口普查的數據，當地共有人口19人，而人口密度為每平方千米0.2人。